# ケイン・コテカ
ケイン・コテカ（Kane Koteka、1994年1月8日 - ）は、スーパーラグビー・パシフィック、フォースに所属するラグビー選手。

## プロフィール
- オーストラリア・パース出身。
- ポジションはフランカー(FL)。
- 身長 182cm、体重 99kg
- バーバリアンズに選ばれたことがある。

## 略歴
パース・スピリット、フォースを経て、2018年、釜石シーウェイブス(現・日本製鉄釜石シーウェイブス)に加入。同年9月9日に行われたトップチャレンジリーグ1stステージ第1節三菱重工相模原ダイナボアーズ戦に先発出場で日本での公式戦初出場を果たした。 
2020年、釜石シーウェイブスを退団した。